# Seznam italských televizních seriálů
Toto je  seznam italských televizních seriálů. Originální názvy jsou uváděny v závorkách.

## B
| - (Benedetti dal Signore) |

## C
| - Capri (Capri) - (Commesse) | - Co se děje v trávě (Lilliput-put) |

## D
| - (Distretto di Polizia) | - Don Matteo (Don Matteo) - (Don Tonino) |

## E
| - Edera (L'edera) | - Elisa z Rivombrosy (Elisa di Rivombrosa) |

## G
| - (Gente di mare) |

## F
| - Fantaghirò (Fantaghirò) |

## H
| - Hříchy a svědomí (Il peccato e la vergogna) |

## Ch
| - Chobotnice (La Piovra) |

## I
| - (Il Sangue e la Rosa) - (Il Segreto del Sahara) - (Il commissario Manara) | - (Il Maresciallo Rocca) - (Italian Restaurant) |

## K
| - Kapitán (Il capitano) - Komisař De Luca (Il commissario De Luca) | - Komisař Montalbano (Commissario Montalbano) - Komisař Rex (Il commissario Rex) |

## L
| - (Le stagioni del cuore) |

## N
| - Nedokonalé zločiny (R.I.S. Delitti imperfetti) |

## O
| - Okouzlení (Incantesimo) - Otázka respektu (L'onore e il rispetto) |

## P
| - Peppino (Peppino) |

## Ř
| - Řím (Rome) |

## S
| - Sandokan |

## Š
| - Španělské náměstí (Piazza di Spagna) |

## T
| - Tequila a Bonetti - Tequila a Bonetti v Římě (Tequila & Bonetti) - Teta | - (Tutti pazzi per amore) |

## V
| - Věznice parmská - Vítězství lásky (La storia spezzata) |